# Kanefer (grand prêtre de Ptah)
Pour les articles homonymes, voir Kanefer.
Kanefer a été un grand prêtre de Ptah de Memphis pendant le règne de Sahourê (Ve dynastie).

## Généalogie
Il a épousé une dame nommée Tjentety avec laquelle il a eu un fils, Khouiptah. Ce dernier lui succède à la charge pontificale memphite.
Un groupe statuaire familial représentant Kanefer, son épouse Tjentety et leur fils a été acquis en 2005 par le musée d'Art Kimbell de Fort Worth. L'étude de la figure du grand prêtre permet de reconnaître des éléments du costume déjà constaté chez l'une des statues d'un de ses prédécesseurs : Ranefer.
Il porte comme lui une perruque cérémonielle ainsi qu'un pagne savamment plissé dont la ceinture est nouée au nombril. Kanefer est représenté assis sur un siège avec un haut dossier soutenant son dos, son épouse à ses pieds agenouillée à sa gauche, enlaçant sa jambe. Tjentety est représentée de taille réduite selon les conventions de cette haute époque de la statuaire égyptienne, elle porte également une perruque et une robe fourreau, moulant son corps. Symétriquement figure Khouiptah représenté également de taille fort réduite, debout dans l'attitude de la marche enlaçant également la jambe droite de son père.

## Sépulture
Sa tombe probablement située à Saqqarah n'a pas été retrouvée bien que plusieurs objets en provenant soient dispersés dans plusieurs musées du monde, notamment deux tables d'offrande, respectivement au British Museum et la Ny Carlsberg Glyptotek de Copenhague,.